# Achloa blandula
Achloa blandula är en skalbaggsart som beskrevs av Louis Albert Péringuey 1904. Achloa blandula ingår i släktet Achloa och familjen Melolonthidae. Inga underarter finns listade i Catalogue of Life.